# František Babič
František Babič (5. června 1931 Richnava – 11. srpna 1961 státní hranice u Českých Velenic) byl slovenský dělník a voják v záloze, který byl v roce 1961 usmrcen při snaze o překročení státní hranice do Rakouska při útěku z Československa.
Narodil se v roce 1931 Richnavě, později se přestěhoval do Levoči a Veľkého Slavkova. V letech 1949 až 1953 pracoval jako horník v dole na železnou rudu ve Spišské Nové Vsi. Od roku 1953 do ledna 1955 vykonal základní vojenskou službu v Ostravě, přičemž poté působil jako voják v záloze. V letech 1955 až 1958 pracoval jako brigádník v dole v Jáchymově, v letech 1959 až 1960 jako dělník opět ve Spišské Nové Vsi a od června 1960 byl zaměstnaný jako dělník v ocelárně v Kunčicích, přičemž přechodně bydlel kvůli zaměstnání v Zábřehu. V červnu 1961 však prodělal pracovní úraz a od té doby byl v pracovní neschopnosti. Byl ženatý, se svou ženou měl tři děti.
Vzhledem k tomu, že byl po absolvování vojenské služby od ledna 1955 veden jako voják v záloze, se v létě 1961 účastnil vojenského cvičení. Dne 10. srpna 1961 se po návštěvě kina v Českých Velenicích nepozorovaně oddělil od skupiny vojáků s cílem překročit státní hranici na Železné oponě do Rakouska. První plot se mu podařilo překonat, když jej podlezl, nicméně krátce před čtvrtou hodinnou ranní 11. srpna 1961 byl zasažen elektrickým proudem v plotě a na místě zemřel.